# Nicorești (okręg Gałacz)
Nicorești – wieś w Rumunii, w okręgu Gałacz, w gminie Nicorești. W 2011 roku liczyła 891 mieszkańców.